# 尾木プロ THE NEXT
株式会社尾木プロ THE NEXT（おぎプロ ザ ネクスト、英: OGIPRO THE NEXT Inc.）は、日本の芸能事務所。

## 概要
旧社名は「Y・M・O」（ワイ・エム・オー）。以前は、エンターテインメント事業部、ネルケプランニング傘下の芸能プロダクションラブライブを引き継いだラブライブ事業部、コンテンツ事業部の3事業部で構成されていた。2010年5月24日、現在の社名に変更。

## 所属タレント

### 男性
2023年11月4日現在、公式サイトの記述による。
- 赤澤涼太
- 赤羽和真
- 安部亮馬
- 市原彰人
- 岩崎征実
- 黒木紳太郎
- 菅野勇城
- 郷田ほづみ
- 古賀朋樹
- 柴崎哲志
- 下崎紘史
- 瀬戸瑞生
- 関戸博一
- 内藤玲
- 廣澤誠
- 松永修弥
- 松村武
- 丸山和志
- 宮野ひかる

### 女性
2023年11月4日現在、公式サイトの記述による。
- 藍川ふみ
- 相澤有紀
- 浅倉天音
- 尾小平志津香
- 小田切茜
- 笠原弘子
- 門田紗季
- 桜井春名
- 紗原イオ
- 竹内順子
- 知桐京子
- 虎渡瑞季
- 夏目真妃
- 仁科とわ
- 葉月さき
- 舞原由佳
- 真野美月
- 水野理紗
- 矢崎あいる
- 安井咲希
- 横田愛理

### パートナーシップ
- 劇団アルターエゴ
- BQMAP
- 劇団カムカムミニキーナ

## かつて所属していたタレント
旧：Y・M・Oも含む

### 男性
- 浅倉歩（現所属：キャナリープロダクション）
- 井上優（フリー、業務提携：スィンクエンターテインメント）
- 植田圭輔（現所属：クラッチ.）
- 浦尾岳大（現所属：アクロスエンタテインメント）
- 岡部涼音（フリー）
- 鯨井康介（現所属：プロダクション尾木）
- 髙坂篤志（現所属：AIR AGENCY）
- 児玉卓也（現所属：リマックス）
- 下出丞一（現所属：フリー・エス）
- 鈴木コウタ（現所属：アミュレート）
- 田中しげ美（現所属：GENKI Produce）
- 玉野翔矢（フリー）
- 平田裕一郎（フリー）
- 別紙慶一
- 向後啓介
- 森山栄治（現所属：サンミュージックプロダクション）

### 女性
- 青谷優衣
- 足立かりん
- 淡路谷慶子（現所属：キャラ）
- 伊石真由
- いなせあおい（現所属：BLACK SHIP）
- 岩村愛子
- 榎あづさ（フリー）
- 奥山明日香
- 奥谷侑加
- 海保エミリ（現所属：エイベックス）
- 金田アキ（現所属：Zynchro）
- 鎌田あかね
- 樺山ミナミ（現所属：ワイスプロダクション）
- 鴻上久美子（現所属：Ave company）
- 國分優香里（現所属：パワー・ライズ）
- 小見山佳巳
- 後藤早紀
- 今野杏南（現所属：ヴィズミック）
- さかいかな
- 鮭延未可（引退）
- 芝崎典子（現所属：マウスプロモーション）
- 島田奈歩（現所属：リマックス）
- 鈴木真仁
- 鈴木裕美子（フリー）
- 種子
- 寺崎裕香（現所属：賢プロダクション）
- 長島光那（現所属：リマックス）
- 七海れん（引退）
- 野田りさ（フリー）
- 萩原紀子（フリー）
- 波田野由衣（引退）
- 早川真由（現所属：パワー・ライズ）
- 葉山ゆりか
- 樋口智恵子（現所属：コンビネーション）
- 藤江莉莎
- 藤岡茜
- 藤田知未
- 藤田記子（現所属：劇団カムカムミニキーナ）
- 藤森多哉
- 前野るみえ
- 丸山葵
- 三谷綾子（現所属：トイプラ）
- みやままり
- 安國愛菜（現所属：ネクシード）
- 山田真央